# Виноградов, Юрий Германович
Ю́рий Ге́рманович Виногра́дов (13 июня 1946 года — 29 мая 2000 года) — советский и российский историк-эпиграфист, археолог, антиковед, ведущий научный сотрудник Института всеобщей истории РАН, профессор кафедр истории древнего мира и классической филологии МГУ. Был заместителем главного редактора журнала «Вестник древней истории»

## Биография
Окончил школу с серебряной медалью, с отличием и исторический факультет МГУ (кафедра археологии, 1969). Диплом о киклических поэмах из Ольвии написал под руководством Б. Н. Гракова, занимался у В. Д. Блаватского, посещал спецкурсы и спецсеминары у А. А. Тахо-Годи. Его учителем древнегреческого языка была Е. Б. Веселаго. Принимал активное участие в археологических раскопках.
В 1969 году поступил в аспирантуру ИВИ АН СССР. В 1973 года защитил кандидатскую диссертацию «Экономическое развитие острова Фасос в V—IV веках до н. э.». После окончания аспирантуры работал в ИВИ, с января 1973 года — в секторе истории Древнего мира и ВДИ, затем в Центре сравнительного изучения древних цивилизаций. В течение 16 лет заведовал отделом истории древней Греции и Причерноморья в ВДИ, в 1989 году стал ответственным секретарём журнала, а с конца 1990 года — заместителем главного редактора. На протяжении всех 27 лет работы в журнале он был одним из наиболее авторитетных сотрудников редакции и редколлегии «Вестника древней истории».
В 1988 году защитил докторскую диссертацию «Политическая история Ольвийского полиса VII—I вв. до н. э.: историко-эпиграфическое исследование» (монография в Москве в издана 1989 г.; есть немецкий переработанный и дополненный перевод). Этот основополагающий труд посвящён изучению большей части почти тысячелетней истории Ольвии, её общему и особенному в сравнении с остальным греческим миром. Виноградов ввёл понятие «варварского протектората» в истории греческих колоний.
Развивал равноправные деловые контакты с европейскими и американскими коллегами. Благодаря своим научным заслугам получил стипендию Фонда им. Александра фон Гумбольдта, это позволило ему на протяжении двух лет работать в библиотеках западногерманских научных центров, в основном в г. Констанце. Многочисленные публикации в Германии и других городах зарубежья, доклады, совместная работа с западными коллегами способствовали быстрой интеграции исследователя в мировую науку, росту его научного авторитета. Одним из первых российских антиковедов был избран иностранным членом-корреспондентом Германского археологического института (DAI). Добротно знал немецкий язык, неоднократно публиковал в Германии свои работы (отмечают его «Kleine Schriften»).
Основной список научных трудов Виноградова включает 166 названий. Одним из первых обратил внимание на античные письма Северного Причерноморья на свинцовых пластинках, аналоги чему имеет средневековая бытовая переписка в Великом Новгороде. Античных аналогов письму на свинцовых и иных металлических пластинках много, включая тексты на галльском языке и иберском письме.

## Семья
- Жена — Наталья Матвеевна Виноградова, доктор исторических наук, старший научный сотрудник Института востоковедения АН СССР, член-корреспондент Германского археологического института
- Сын — Андрей Юрьевич Виноградов (род. 1976) тоже является специалистом по античной истории[5]